# Communauté de communes d'Arthez-de-Béarn
La communauté de communes d'Arthez-de-Béarn est une ancienne communauté de communes française, située dans le département des Pyrénées-Atlantiques et la région Aquitaine.
La structure intercommunale a été créée le 1er janvier 1995 et elle a été transformée en communauté de communes le 28 décembre 1999. Par arrêté préfectoral du 4 novembre 2010 les communautés de communes d'Arthez-de-Béarn, de Lacq, Lagor et Monein ont fusionné pour former la communauté de communes de Lacq.
Auparavant la communauté de communes avait abandonné certaines de ses compétences au profit des communes adhérentes. Celles-ci se sont regroupées dans le syndicat intercommunal d'Arthez-de-Béarn, créé le 9 novembre 2010, pour les exercer en commun.

## Composition
La communauté de communes regroupe 12 communes :
| Code INSEE | Commune         | Maire             | Population | Superficie | Densité       | Délégués |
| ---------- | --------------- | ----------------- | ---------- | ---------- | ------------- | -------- |
| 64042      | Argagnon        | André Cassou      | 719 hab.   | 933 ha     | 77,1 hab./km² |          |
| 64048      | Arnos           | Alain Pedegert    | 67 hab.    | 569 ha     | 11,8 hab./km² |          |
| 64057      | Arthez-de-Béarn | Philippe Garcia   | 1 663 hab. | 2 792 ha   | 59,6 hab./km² |          |
| 64144      | Boumourt        | Jean-Bernard Prat | 129 hab.   | 803 ha     | 16,1 hab./km² |          |
| 64172      | Casteide-Candau | Henri Lacoste     | 204 hab.   | 924 ha     | 22,1 hab./km² |          |
| 64181      | Castillon       | Michel Darette    | 266 hab.   | 671 ha     | 39,6 hab./km² |          |
| 64200      | Doazon          | Edouard Cazalet   | 176 hab.   | 614 ha     | 28,7 hab./km² |          |
| 64254      | Hagetaubin      | Louis Costedoat   | 516 hab.   | 1 887 ha   | 27,3 hab./km² |          |
| 64295      | Labeyrie        | Francis Fedensieu | 92 hab.    | 369 ha     | 24,9 hab./km² |          |
| 64296      | Lacadée         | Michel Jeser      | 121 hab.   | 481 ha     | 25,2 hab./km² |          |
| 64382      | Mesplède        | Régis Cassaroumé  | 328 hab.   | 1 147 ha   | 28,6 hab./km² |          |
| 64491      | Saint-Médard    | Francis Leclergue | 187 hab.   | 1 123 ha   | 16,7 hab./km² |          |
|            |                 |                   | 4 468 hab. | 12 313 ha  | 36,3 hab./km² | 27       |